# 伊部直光
伊部 直光（いべ なおみつ、1867年4月2日（慶応3年2月28日） - 1932年（昭和7年）7月5日）は、日本の陸軍軍人。最終階級は陸軍少将。

## 経歴
武蔵国（現東京都）出身。陸軍士官学校（旧9期） を卒業後、1887年（明治20年）7月21日工兵少尉に任官 し、1888年（明治21年）7月28日工兵第一大隊付となる。1891年（明治24年）7月27日工兵中尉に、1895年（明治28年）4月25日工兵大尉に 昇進。
その後、陸軍士官学校教官、陸軍砲工学校教官兼職を経て、1900年（明治33年）1月26日工兵少佐に昇進と同時に陸軍砲工学校教官専任となる。1901年（明治34年）12月4日には工兵第二大隊長に補され、1904年（明治37年）3月10日、工兵中佐に昇進 の後、工兵第九大隊長などを経て、1908年（明治41年）1月25日、工兵大佐に昇進し、陸地測量部製図科長に就任した。
1913年（大正2年）8月22日、陸軍少将に進級し舞鶴要塞司令官に着任。その後、1914年（大正3年）6月2日、陸地測量部長に就任。
1916年（大正5年）1月21日待命となり、同年5月2日予備役に編入された。

## 栄典
- 1890年（明治23年）10月15日 - 正八位[15]
- 1892年（明治25年）1月27日 - 従七位[16]
- 1895年（明治28年）
  - 9月20日 - 正七位[17]
  - 11月18日 - 明治二十七八年従軍記章[18]
  - 12月19日 - 勲六等瑞宝章[19]
- 1900年（明治33年）3月10日 - 従六位[20]
- 1901年（明治34年）11月30日 - 勲五等瑞宝章[21]
- 1904年（明治37年）4月29日 - 正六位[22]
- 1901年（明治38年）5月30日 - 勲四等瑞宝章[23]
- 1906年（明治39年）4月1日 - 功四級金鵄勲章・勲三等旭日中綬章、明治三十七八年従軍記章[24]
- 1908年（明治41年）4月10日 - 従五位[25]
- 1913年（大正2年）5月20日 - 正五位[26]
- 1915年（大正4年）11月7日 - 勲二等瑞宝章、大正三四年従軍記章[27]
- 1916年（大正5年）5月30日 - 従四位[28]

外国勲章佩用允許
- 1909年（明治42年）12月23日 - ロシア帝国：神聖アンナ第二等勲章[29]